# Elezioni generali a Cuba del 1936
Le elezioni generali a Cuba del 1936 si tennero il 10 gennaio. Le elezioni presidenziali furono vinte da Miguel Mariano Gómez, candidato di Azione Repubblicana. Il Tripartito ottenne la maggioranza assoluta dei seggi sia al Senato (24 su 36), sia alla Camera dei Rappresentanti (90 su 162).

## Risultati

### Elezioni presidenziali
| Candidato            | Partito                            | Voti      | %     |
| -------------------- | ---------------------------------- | --------- | ----- |
| Miguel Mariano Gómez | Coalizione Tripartita (PL-UN-AR)   | 343.289   | 30,55 |
| Mario García Menocal | Associazione Nazionale Democratica | 256.606   | 22,83 |
| Altri                | Altri                              | 523.953   | 46,62 |
| Schede bianche/nulle |                                    |           |       |
| Totale               | Totale                             | 1.123.848 | 100   |

### Elezioni parlamentari

#### Camera dei rappresentanti
| Partito                            | Voti | % | Seggi |
| ---------------------------------- | ---- | - | ----- |
| Coalizione Tripartita (PL-UN-AR)   |      |   | 90    |
| Associazione Nazionale Democratica |      |   | 70    |
| Partito Unionista Cubano           |      |   | 2     |
| Totale                             |      |   | 162   |

- Il Partito Liberale Autonomista ottenne 35 seggi, l'Unione Nazionalista 30 e Azione Repubblicana 25.

#### Senato
| Partito                            | Voti | % | Seggi |
| ---------------------------------- | ---- | - | ----- |
| Coalizione Tripartita (PL-UN-AR)   |      |   | 24    |
| Associazione Nazionale Democratica |      |   | 12    |
| Totale                             |      |   | 36    |

- Il Partito Liberale Autonomista ottenne 10 seggi, l'Unione Nazionalista 9 e Azione Repubblicana 5.